# Ганіой (Нью-Йорк)
Ганіой (англ. Honeoye) — переписна місцевість (CDP) в США, в окрузі Онтаріо штату Нью-Йорк. Населення — 723 особи (2020).

## Географія
Ганіой розташований за координатами 42°47′24″ пн. ш. 77°30′53″ зх. д. / 42.79000° пн. ш. 77.51472° зх. д. (42.790135, -77.514793).  За даними Бюро перепису населення США в 2010 році переписна місцевість мала площу 2,39 км², уся площа — суходіл.

## Демографія
Згідно з переписом 2010 року, у переписній місцевості мешкало 579 осіб у 252 домогосподарствах у складі 143 родин. Густота населення становила 243 особи/км².  Було 282 помешкання (118/км²).
Расовий склад населення:
| - 97,6 % — білих - 0,5 % — азіатів - 0,2 % — корінних американців - 0,2 % — чорних або афроамериканців |

До двох чи більше рас належало 1,6 %. Частка іспаномовних становила 0,7 % від усіх жителів.
За віковим діапазоном населення розподілялося таким чином: 21,1 % — особи молодші 18 років, 66,5 % — особи у віці 18—64 років, 12,4 % — особи у віці 65 років та старші. Медіана віку мешканця становила 41,8 року. На 100 осіб жіночої статі у переписній місцевості припадало 107,5 чоловіків;  на 100 жінок у віці від 18 років та старших — 102,2 чоловіків також старших 18 років.
Середній дохід на одне домашнє господарство  становив 48 756 доларів США (медіана — 43 026), а середній дохід на одну сім'ю — 59 696 доларів (медіана — 44 737). Медіана доходів становила 35 441 долар для чоловіків та 27 878 доларів для жінок. 
Цивільне працевлаштоване населення становило 285 осіб. Основні галузі зайнятості: виробництво — 46,7 %, науковці, спеціалісти, менеджери — 32,3 %, роздрібна торгівля — 8,4 %, освіта, охорона здоров'я та соціальна допомога — 6,7 %.